# Ли Ян
В това китайско име фамилията е Ли.
Ли Ян (на китайски: 李洋, на пинин: Lǐ Yáng) e тайвански бадминтонист. Той е двукратен олимпийски шампион на двойки за мъже заедно с Уан Цилин (от Олимпийските игри в Париж и Токио). Най-доброто му класиране в световната ранглиста е 2-ро място, постигнато през септември 2022 г. заедно с Уан Цилин.

## Биография
Роден е на 12 август 1995 г. в Тайпе, Тайван. Започва да се състезава, когато е в пети клас.